# Homalium microphyllum
Homalium microphyllum är en videväxtart som beskrevs av Karl August Otto Hoffmann. Homalium microphyllum ingår i släktet Homalium och familjen videväxter. Utöver nominatformen finns också underarten H. m. delphinense.